# Allactaga balikunica
Allactaga balikunica es una especie de roedor de la familia Dipodidae.

## Distribución geográfica
Se encuentran en China y Mongolia.